# 481-й истребительный авиационный полк ПВО
481-й истребительный авиационный полк ПВО (481-й иап ПВО) — воинская часть истребительной авиации ПВО, принимавшая участие в боевых действиях Великой Отечественной войны.
.

## Наименования полка
За весь период своего существования полк своё наименование не менял:
- 481-й истребительный авиационный полк ПВО[1][2].
- 481-й истребительный авиационный полк[1][2];
- Войсковая часть (Полевая почта) 26367[2].

## История и боевой путь полка
В сентябре 1941 года на аэродроме Локбатан (город Баку) сформирован 481-й истребительный авиационный полк в составе 8-го истребительного авиакорпуса ПВО Бакинского района ПВО по штату 015/134 на самолётах И-16. 5 апреля 1942 года вместе с 8-м иак ПВО полк вошёл в состав Бакинской армии ПВО Закавказской зоны ПВО (создана путём реорганизации Бакинского района ПВО).
Летом 1942 года полк перевооружён на американские истребители «Киттихаук». С 14 августа по 12 октября 1942 года полк вёл боевую работу в составе 8-го иак ПВО Бакинской армии ПВО Закавказской зоны ПВО на самолётах «Киттихаук».
Полк выполнял задачи ПВО объектов Северного Кавказа и Закавказья, важных объектов Закавказского промышленного района, в том числе район Баку и Каспийский нефтедобывающий район от массированных ударов немецкой авиации.
Первая известная воздушная победа полка в Отечественной войне одержана 29 сентября 1942 года: парой самолётов «Киттихаук» (лётчики старшие сержанты Махарадзе и Корнеев) в воздушном бою в районе северо-восточнее г. Махачкала сбит немецкий бомбардировщик Junkers Ju 88. 12 октября 1942 года полк исключён из действующей армии. 22 октября 1941 года полк принял 4-ю эскадрилью из 36-го истребительного авиационного полка 25-й истребительной авиационной дивизии.
26 ноября 1943 года десять лётчиков 481-го и 962-го истребительных авиационных полков выполняли боевую задачу по прикрытию самолёта, на борту которого находился Верховный Главнокомандующий И.В. Сталин, направлявшийся в Тегеран на конференцию глав правительств государств антигитлеровской коалиции.
Всего в составе действующей армии полк находился: с 14 августа по 12 октября 1942 года.
Всего за годы Великой Отечественной войны полком:
Сбито самолётов противника — 2 (бомбардировщики).

## Командиры полка
- майор Журавлёв Николай Иванович, 09.1941 — 04.1942
- майор, подполковник Евдокименко Фёдор Давидович, 05.1942 — 11.1945

## Послевоенная история полка
Весь послевоенный период полк входил в состав соединений ПВО, прикрывавших город Баку и Каспийский нефтедобывающий район в составе 8-го истребительного авиационного корпуса ПВО, который в октябре 1948 года передан из Бакинской армии ПВО в Бакинский район ПВО, а в феврале 1949 года переименован в 49-й истребительный авиационный корпус ПВО.
В 1950 году полк передан в состав 31-й истребительной дивизии ПВО Бакинского района ПВО, а в 1951 году полк переучился на реактивные истребители МиГ-15. С 1954 года полк вместе с дивизией передан в состав 62-го истребительного авиационного Львовского Краснознамённого ордена Богдана Хмельницкого корпуса Бакинского округа ПВО, образованного в июне 1954 года на базе Бакинского района ПВО.
В 1956 году в полку на смену МиГ-15 пришёл новый истребитель МиГ-17. В связи со значительным сокращением ВВС СССР в соответствии с Законом Верховного Совета СССР «О новом значительном сокращении ВС СССР» от 15.01.1960 года полк и 31-я истребительная авиационная дивизия 28 сентября 1960 года были расформированы. На базе полка сформирована новая воинская часть — 1246-й зенитно-ракетный полк ПВО, вошедший в состав Бакинского округа ПВО.

## Лётчики-асы полка
| Фамилия, имя отчество | Награды | Сбито самолётов (+ в группе) | Примечание                                                                                              |
| --------------------- | ------- | ---------------------------- | --- |
| Тушев Иван Тимофеевич |         | 15 + 1                       | Лётчик полка: июнь — октябрь 1942 года. Боевых вылетов: 360; воздушных боёв: 45. Умер 5 октября 1999 г. |

|  |  |